# Resolution 350 des UN-Sicherheitsrates
Die Resolution 350 des UN-Sicherheitsrates wurde am 31. Mai 1974 auf der 1773. Sitzung des UN-Sicherheitsrat einstimmig angenommen, wobei China und Irak sich der Abstimmung enthielten. Mit der Resolution beschloss der Sicherheitsrat, zur Überwachung der Truppentrennungsvereinbarung zwischen Israel und Syrien eine Beobachtermission aufzustellen.
Die Truppenentflechtungsvereinbarung war am 31. Mai 1974 in Genf unterschrieben worden. Die Vereinbarung rief die Vereinten Nationen auf, die United Nations Disengagement Observer Force (UNDOF) zu stationieren. Der damalige Generalsekretär der Vereinten Nationen schlug demzufolge dem Sicherheitsrat vor, die Entsendung einer solchen Truppe zu beschließen und die nötigen Schritte zur Erfüllung der Vereinbarung zu unternehmen.
Syrien und Israel hatten sich in der Vereinbarung verpflichtet, sich aus einer bestimmten Zone entlang der Front zurückzuziehen. Diese Zonen waren durch die Linien A und B begrenzt. Zwischen beiden Linien, die teilweise nur wenige hundert Meter, anderswo bis zu acht Kilometer voneinander entfernt sind, sollte nur Militärpersonal der UNDOF stationiert sein. Israel hatte sich auf das Gebiet westlich der Linie A und Syrien in den Osten von Linie B zurückzuziehen. Westlich bzw. östlich der jeweiligen Linien waren in zwei unterschiedlichen Zonen bestimmte Waffenarten ausgeschlossen und die Zahl der Soldaten, Geschütze und Panzer beschränkt.
Es gab eine Abweichung bei Quneitra, wo israelische Truppen sich hinter einer weiter westlich liegenden Linie A 1 aufhalten mussten, weil der Ort praktisch direkt an der Linie A liegt. 
Syrische Zivilpersonen durften sich nur östlich der Linie A aufhalten.
Aufgabe der UNDOF-Mission ist es, die Einhaltung dieser Entflechtung zu überwachen.
Außerdem haben beide Seiten den Austausch von Verwundeten und Kriegsgefangenen und nachfolgend auch der Toten vereinbart.
Israel und Syrien stimmten in einem Zusatzprotokoll überein, dass die UNDOF-Truppen syrischen Gesetzen unterworfen sind, sich im Rahmen der Mission frei bewegen und Einrichtungen nutzen können, die zur Erfüllung der Mission erforderlich sind. Die UNO-Beobachter sind mit defensiven Waffen ausgestattet, die aber nur zur Selbstverteidigung genutzt werden sollen. Außerdem wurde die Stärke der Mission mit etwa 1.250 Mann festgelegt.
Mit der Resolution 350 hat der UN-Sicherheitsrat dann den Generalsekretär beauftragt, die von ihm vorgeschlagenen Schritte zu unternehmen und auch verlangt, von ihm über die weiteren Entwicklungen informiert gehalten zu werden.
Die UNDOF wurde nachfolgend zwischen den israelisch besetzten Golanhöhen und Syrien stationiert. Die Resolution sah ein Mandat für die Beobachtertruppe von zunächst sechs Monaten vor, das nachfolgend wiederholt verlängert wurde. UNDOF ist eine der ältesten aktiven Friedensmissionen der Vereinten Nationen.